# Na Noi (huyện)
Na Noi (tiếng Thái: นาน้อย) là một huyện (amphoe) thuộc tỉnh Nan, phía bắc Thái Lan.

## Lịch sử
Na Noi was Ban đầu có tên là Wiang Si Sa Ket (เวียงศรีษะเกษ). Năm 1899, huyện này thuộc tỉnh Nan. Dù ban đầu được lên kế hoạch sáp nhập với Sisaket và Tha Pla thành một huyện, năm 1903, Tha Plan được sáp nhập vào tỉnh Uttaradit. Năm 1917, tên huyện được thay đổi để tránh nhầm lẫn với tỉnh Sisaket.

## Địa lý
Các huyện giáp ranh (từ phía bắc theo chiều kim đồng hồ): Wiang Sa, Ban Khok thuộc tỉnh Uttaradit, Na Muen và Rong Kwang thuộc tỉnh Phrae. Phía đông là tỉnh Xaignabouli của Lào.
Sông chính ở huyện này là sông Nan ở phía đông huyện. Ngoài ra còn có sông Nam Haeng.
Vườn quốc gia Si Nan bảo vệ các khu vực núi rừng chia tách các thung lũng sông Nan và sông Yom. 

## Hành chính
Huyện này được chia thành 7 phó huyện (tambon), các đơn vị này lại được chia ra thành 66 làng (muban). Na Noi là một thị trấn (thesaban tambon) và nằm trên một số khu vực của tambon Na Noi. Có 7 Tổ chức hành chính tambon.
| STT | Tên          | Tên tiếng Thái | Số làng | Dân số |  |
| 1.  | Na Noi       | นาน้อย          | 10      | 5.707  |  |
| 2.  | Chiang Khong | เชียงของ        | 7       | 2.173  |  |
| 3.  | Si Sa Ket    | ศรีษะเกษ        | 14      | 7.439  |  |
| 4.  | Sathan       | สถาน           | 12      | 5.436  |  |
| 5.  | Santha       | สันทะ           | 8       | 5.723  |  |
| 6.  | Bua Yai      | บัวใหญ่          | 8       | 4.021  |  |
| 7.  | Nam Tok      | น้ำตก           | 7       | 2.447  |  |